# Геролдони
Геролдоните също Геролдингите (на немски: Geroldonen, Geroldinger) са фамилия от франкските аристократи по времето на Каролингите, които са имали собственост най-вече в Швабия, но са имали голямо значение в цялата южногерманска територия. Те са роднини с Каролингите.
Основател на рода е Геролд Млади II († 1 септември 799), син на Геролд от Винцгау I. Той е маркграф на Аварската марка, франкски префект в Бавария и зет на Карл Велики.
Неговата сестра Хилдегард (* 757, † 7 април 783) е от 3 април 771 г. съпруга на Карл Велики и става майка на Лудвиг Благочестиви († 840).
Неговият брат Удалрих I († пр. 824), граф в Албгау, Хегау, Тургау и др. е основател на династията Удалрихинги, по-късните графове на Брегенц. Неговата племенница Ирментруд (Irmintrud, Ermentrud) (* 27 септември 830, † 6 октомври 869) се омъжва на 13 декември 842 г. за крал Карл II Плешиви (* 13 юни 823, † 6 октомври 877), 843 крал на Западното франкско кралство (Каролинги).